# Aidi Vallik

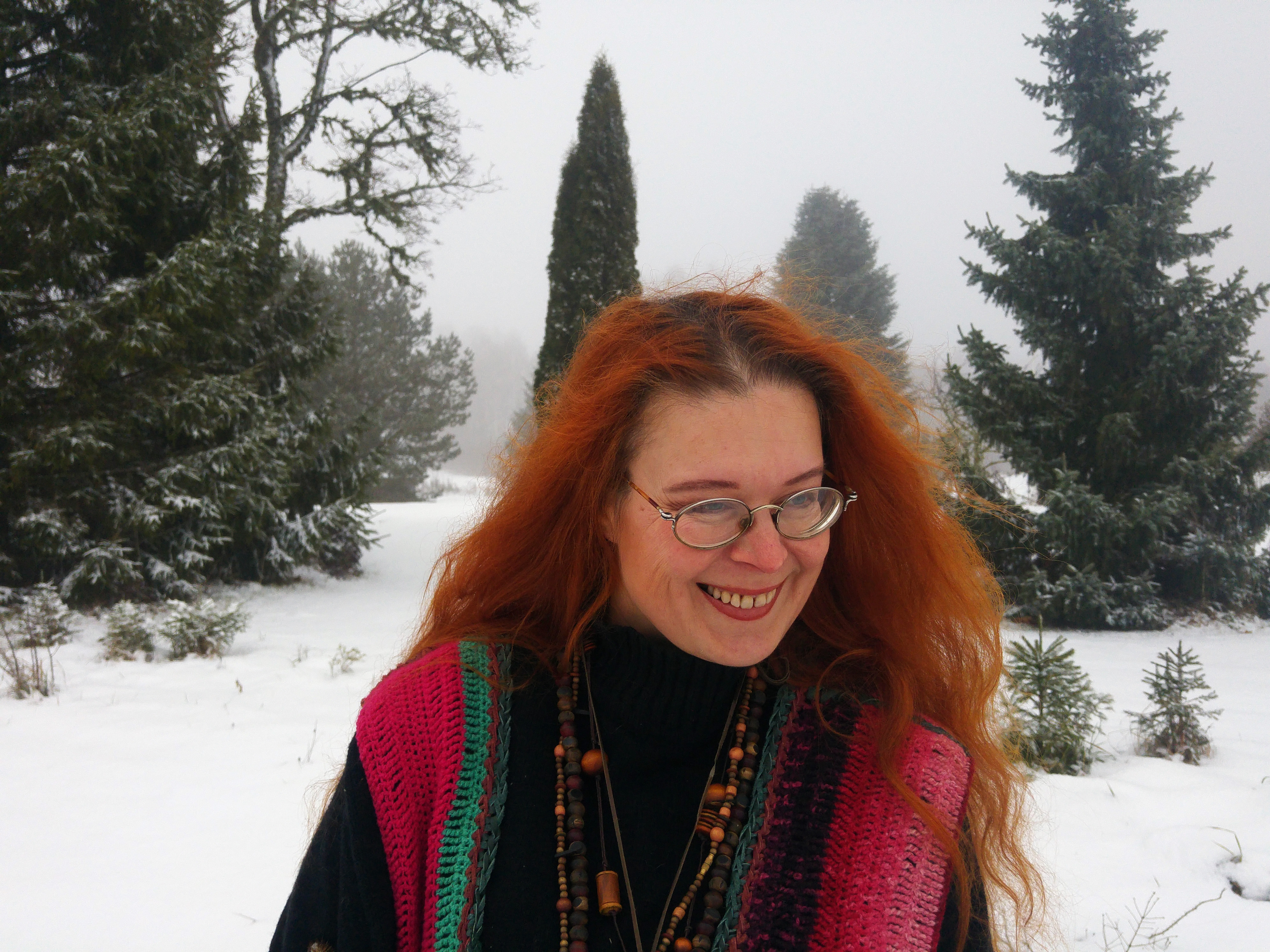
Aidi Vallik

Aidi Vallik (Pseudonym Ats, * 11. Mai 1971 in Palivere, Kreis Lääne) ist eine estnische Lyrikerin und Kinderbuchautorin.

## Leben
Vallik besuchte u. a. die Kunstschule in Tartu und machte 1991 auf dem Abendgymnasium in Haapsalu Abitur. Anschließend studierte sie von 1991 bis 1996 an der Universität Tartu Estnische Philologie. Sie arbeitete in diversen Anstellungen als künstlerische Gestalterin und Bibliothekarin, von 1996 bis 2004 war sie Gymnasiallehrerin in Haapsalu. Seit 2004 ist sie freiberufliche Schriftstellerin.
Vallik ist seit 2006 Mitglied des Estnischen Schriftstellerverbandes.

## Werk
Vallik debütierte in Buchform 1990 in einer Kassette „Junge Autoren“ gemeinsam mit Liisi Ojamaa, Triin Soomets, Ruth Jyrjo und Elo Viiding. Hierzu hieß es in einer Rezension, dass „drei Vertreterinnen ihrer Generation und zwei souveräne Autorinnen“ präsentiert würden. Mit den neuen souveränen Stimmen waren Elo Viiding und Triin Soomets gemeint, die später tatsächlich eine feste Größe in der zeitgenössischen estnischen Dichtung wurden. Valliks Gedichte wurde zurückhaltender beurteilt, da sie einer Kritikerin zufolge „auf ihre Kreise, ihre Welt“ beschränkt seien und nicht „in die tiefe dringen.“ Später verglich eine Kritikerin sie mit der finnischen Schriftsteller Anja Snellman.
Ihren größten Erfolg erzielte die Autorin mit der Jugendbuchserie Wie geht’s dir, Ann? und deren beiden Fortsetzungen, die teilweise ins Finnische, Lettische und Litauische übersetzt sind. Ein Kritiker verglich Vallik mit dem britischen Kinderbuchautor Melvin Burgess.

## Auszeichnungen
- 2011 Karl-Eduard-Sööt-Preis für Kindergedichte
- 2017 Karl-Eduard-Sööt-Preis für Kindergedichte

## Bibliografie

### Gedichtbände
- Ärge pange tähele (‚Kümmert euch nicht drum‘). Tallinn: Eesti Raamat 1990.
- Videvikus lepatriinulend (‚Marienkäferflug in der Dämmerung‘). s.l.: Kadikas [1995]. 58 S.
- Mina ja Käthe Kollwitz (‚Ich und KK‘). s.l.: Kadikas [1998]. 73 S.
- Ristsõna (‚Kreutzwort‘). Tallinn: Tuum 2001. 78 S.

### Kinder- und Jugendliteratur (Auswahl)
- Kuidas elad, Ann? (‚Wie geht’s dir, Ann?‘) Tallinn: Tänapäev 2001. 176 S.
- Mis teha, Ann? (‚Was tun, Ann?‘) Tallinn: Tänapäev 2002. 133 S.
- Mis sinuga juhtus, Ann? (‚Was ist mit dir passiert, Ann?‘) Tallinn: Tänapäev 2007. 246 S.
- Minu käed (‚Meine Hände‘) Oomiste: Lugu-Loo 2018. 45 S.
- Minu pea (‚Mein Kopf‘) Oomiste: Lugu-Loo 2019. 45 S.

## Sekundärliteratur
- Piret Viires: Viis tüdrukut ja ei ühtegi poissi, in: Looming, Nr. 2/1992, S. 277–279.
- Barbi Pilvre: Ja neid saatvad isikud, in: Vikerkaar, Nr. 3/1992, S. 83–85.
- Marin Laak: Variatsioonid teemale «Kuidas yhiscond mind läbi pexis», in: Keel ja Kirjandus, Nr. 3/1992, S. 179–182.
- Mart Velsker: Ümmargune jutt, in: Vikerkaar, Nr. 11–12/1996, S. 167–169.
- Priit Kruus: Väikese vanainimese „tee“ ja „küosis“, in: Vikerkaar, Nr. 7/2001, S. 97–99.
- Leo Luks: Kuidas elad, noorsookirjandus?, in: Looming, Nr. 8/2001, S. 1265–1267.
- Kadri Tüür: Haapsalu tütar, in: Looming, Nr. 5/2002, S. 767–769.
- Ilona Martson: Aidi Vallik: What can you say about Ann?, in: Estonian Literary Magazine, Nr. 18 (2004), S. 28–29.
- Kirjanike Liidu uusi liikmeid, in: Looming, Nr. 4/2006, S. 627.